# Dolar bahamski
Dolar bahamski – jednostka walutowa Bahamów od 1966 roku. 1 dolar = 100 centów.
W obiegu znajdują się:
- monety o nominałach 1, 2, 5, 10, 15 i 25 centów.
- banknoty o nominałach 1/2, 1, 3, 5, 10, 20, 50 i 100 dolarów.

Kurs dolara bahamskiego jest powiązany w stosunku 1:1 z dolarem amerykańskim.